# 10012 Тмутараканія
10012 Тмутараканія (10012 Tmutarakania) — астероїд головного поясу, відкритий 3 вересня 1978 року.
Тіссеранів параметр щодо Юпітера — 3,476.